# Bồng chanh lam nhỏ
Bồng chanh lam nhỏ (danh pháp hai phần: Alcedo coerulescens) là một loài chim thuộc Họ Bồng chanh. Loài này phân bố ở một số khu vực Ấn Độ. Với một bộ lông nhìn chung có màu xanh kim loại, trông giống như loài bồng chanh thông thường, nhưng chúng có bụng màu trắng thay vì màu da cam.
Loài này đôi khi được gọi là bồng chanh xanh nhỏ nhưng ở Ấn Độ và một số khu vực khác, tên gọi này được sử dụng cho loài Alcedo atthis.